# Babka, Volodîmîreț
Babka (în ucraineană Бабка) este un sat în comuna Stara Rafalivka din raionul Volodîmîreț, regiunea Rivne, Ucraina.

## Demografie
Componența lingvistică a localității Babka
     Ucraineană (100%)
Conform recensământului din 2001, toată populația localității Babka era vorbitoare de ucraineană (100%).